# Natalija Swerczikowa
Natalija Swerczikowa, ukr. Наталія Сверчікова (ur. 6 czerwca 1974 w Kijowie) – ukraińska łyżwiarka szybka, specjalizująca się w short tracku, uczestniczka igrzysk olimpijskich (1998).
W lutym 1998 roku wystąpiła na igrzyskach olimpijskich w Nagano. Wzięła udział w dwóch konkurencjach w short tracku – biegu na 500 m rozegranym 19 lutego i biegu na 1000 m dwa dni później. W obu startach Swerczikowa odpadła w pierwszej fazie rywalizacji. Na krótszym dystansie zajęła 21. miejsce w stawce 31 sklasyfikowanych zawodniczek, a na 1000 m osiągnęła 27. miejsce wśród 29 sklasyfikowanych zawodniczek.